# Heideland (Thüringen)
Heideland ist eine Gemeinde im Nordosten des Saale-Holzland-Kreises in der Nähe von Eisenberg und Teil der Verwaltungsgemeinschaft Heideland-Elstertal-Schkölen. In Heideland befindet sich eine Außenstelle der VG-Verwaltung.

## Geografie

### Nachbargemeinden
Angrenzende Gemeinden sind Walpernhain, Crossen an der Elster, Hartmannsdorf, Rauda, die Stadt Eisenberg, Gösen, Petersberg und Schkölen im Saale-Holzland-Kreis sowie Osterfeld, Droyßig und Wetterzeube im sachsen-anhaltischen Burgenlandkreis.

### Gemeindegliederung
Heideland besteht aus den Ortsteilen Buchheim, Etzdorf, Großhelmsdorf, Königshofen, Lindau/Rudelsdorf, Thiemendorf und Törpla. Die Gemeinde wurde im Zuge einer Gebietsreform am 9. April 1994 gebildet.

## Geschichte
Die Orte Buchheim (urkundliche Ersterwähnung: 1196), Etzdorf (1219), Thiemendorf (6. Mai 1296) und Törpla (27. November 1341) gehörten bis zur Gründung des Landes Thüringen 1920 dem Herzogtum Sachsen-Altenburg an, davon bis Mitte des 19. Jahrhunderts zum wettinischen Kreisamt Eisenberg.
Großhelmsdorf (11. September 1223), Lindau (13. September 1303) und Rudelsdorf (1350) gehörten wiederum zum Amt Weißenfels, welches im Lauf seines Bestehens zum Kurfürstentum Sachsen, zum Fürstentum Sachsen-Weißenfels und ab 1806 zum Königreich Sachsen gehörte. Durch den Wiener Kongress kamen sie 1815 zum Königreich Preußen und wurden der Provinz Sachsen angegliedert.
Königshofen (1256) war bis 1868 sowohl kursächsisches bzw. danach preußisches als auch altenburgisches Gebiet und kam erst dann komplett zu Sachsen-Altenburg, welches im Gegenzug seinen Anteil am Ort Willschütz (ca. 1145) an Preußen abgab.
Die Bergzunge am nordöstlichen Dorfende von Thiemendorf zwischen Schindegraben und Seitenschlucht war mit der Burg „Timo“ bebaut. Sie stammte aus dem 12. Jahrhundert. Bei Sanierungsarbeiten 1972/73 legte man noch Keller frei und gestaltete das heutige Umfeld. Eine Straße im Ort erinnert an die Burgstelle.
Von den 16 Grabhügeln „Am Nassen Wald“ in der Gemarkung von Etzdorf wurden 1924 und 1956 jeweils drei geöffnet und dokumentiert. Sie besaßen unterschiedlich gut erhaltene Grabeinbauten und Steinsetzungen – wie ein Totenhaus. Man fand Amphoren, Becher, Feuersteinmesser und Pfeilspitzen.
Am südwestlichen Ortsrand von Königshofen an der Straße Richtung Gösen steht in einem Garten neben einer markanten Eiche ein gut sichtbares Steinkreuz. Der ursprüngliche Standort ist nicht überliefert. Der Stein wurde wahrscheinlich beim Bau der Autobahn umgesetzt.
Das 1,5 km südöstlich des Dorfes Königshofen in Richtung Eisenberg in einem eingezäunten Gelände des Wasserversorgungs-Zweckverbandes stehende Steinkreuz hat eine bewegte Geschichte. Es wurde mehrfach umgesetzt und beschädigt. Der ursprüngliche Standort soll die Anhöhe, die auch Wasserscheide ist, gewesen sein. Bei einem Unwetter sollen an dieser Stelle Mönche vom Blitz erschlagen worden sein. Später versuchte man an diesem Ort durch Gesang und Kanonenschüsse Unwetter zu vertreiben. Dies führte zu der Nennung „Wetterkreuz“. 1945 wurde es zerstört. 1959 baut man es fachgerecht wieder zusammen und stellte es an dem jetzigen Standort auf.

### Einwohnerentwicklung
Entwicklung der Einwohnerzahl (31. Dezember):
| - 1994 – 2.314 - 1995 – 2.292 - 1996 – 2.306 - 1997 – 2.312 - 1998 – 2.285 - 1999 – 2.238 | - 2000 – 2.222 - 2001 – 2.205 - 2002 – 2.184 - 2003 – 2.166 - 2004 – 2.139 - 2005 – 2.146 | - 2006 – 2.100 - 2007 – 2.051 - 2008 – 2.024 - 2009 – 1.988 - 2010 – 1.942 - 2011 – 1.898 | - 2012 – 1.893 - 2013 – 1.843 - 2014 – 1.839 - 2015 – 1.816 - 2016 – 1.811 - 2017 – 1.767 | - 2018 – 1.783 - 2019 – 1.776 - 2020 – 1.777 - 2021 – 1.742 - 2022 – 1.744 |

 Datenquelle: Thüringer Landesamt für Statistik

## Politik

### Gemeinderat
Nach der Gemeinderatswahl am 26. Mai 2024 verteilen sich die zwölf Sitze des Gemeinderates folgendermaßen:
| Partei / Liste                       | Stimmenanteil | Sitze  |                 | Ergebnis 2019 |
| Christlich-Demokratische Union (CDU) | 34,7 %        | 4      | 37,9 %, 5 Sitze |               |
| Die Linke – offene Liste             | 07,6 %        | 1      | 16,4 %, 2 Sitze |               |
| FDP / BI Zukunft Heideland           | 05,1 %        | 1      | 8,6 %, 1 Sitz   |               |
| Feuerwehr                            | 29,0 %        | 3      | 25,6 %, 3 Sitze |               |
| Bürgerinitiative Königshofen         | 23,7 %        | 3      | 11,5 %, 1 Sitz0 |               |
| Wahlbeteiligung                      | 71,9 %        | 71,9 % | 66,8 %          |               |

### Bürgermeister
Zum ehrenamtlichen Bürgermeister wurde am 12. Juni 2022 Hans-Rüdiger Pöhl (CDU) gewählt. Zuvor war seit 2010 Heiko Baumann (CDU) im Amt.

## Persönlichkeiten
- August Friedrich von Etzdorff (1739–1792), geboren in Etzdorf, preußischer Generalmajor